# Carrosserie Italsuisse
Italsuisse is een Zwitsers voormalig ontwerpbureau en producent van auto carrosserieën uit Genève.

## Geschiedenis
Carrosserie Italsuisse werd eind 1959 in Genève opgericht door Adriano Guglielmetti, ex-werknemer van Carrosserie Ghia-Aigle. De fabriek, niet veel meer dan een houten schuur, bevond zich in de Rue de la Pyrotechnie in Genève.
De eerste realisatie van Italsuisse was de Sun Valley uit 1960, een sedan op basis van de VW Kever ontworpen door Pietro Frua, die tot 1959 ook als freelancer voor Ghia-Aigle had gewerkt. Italsuisse had plannen om een beperkte serie van de Sun Valley te bouwen, maar door een gebrek aan Volkswagenchassis ging dat uiteindelijk niet door.
In de jaren 1965-66 verhuisde het bedrijf naar de Route du Pont-Butin in de naburige wijk Petit-Lancy. Op 17 juni 1966 verwoestte een brand het fabrieksgebouw, inclusief zeven voertuigen en de meeste apparatuur. De materiële schade bedroeg 200.000 CHF.
In maart 1967 presenteerde Italsuisse op het Autosalon van Genève het laatste van hun tien carrosserieontwerpen van Pietro Frua: de Peugeot 204 GT Frua Coupé. Daarna staakte het bedrijf zijn activiteiten.
Alle prototypes van Italsuisse werden met de hand gebouwd in de werkplaats van Pietro Frua. Italsuisse is er nooit in geslaagd om een ontwerp tot het stadium van productiemodel te brengen, in de fabriek van Italsuisse werden voornamelijk reparaties uitgevoerd. De Opel Kadett A Spyder die op het Autosalon van Genève te zien was in 1964 en 1965 werd van 2009 tot 2012 volledig gerestaureerd en is naar verluidt de enige resterende wagen in de wereld met het logo van Carrosserie Italsuisse.

## Modellen
- Volkswagen Sun Valley (1960), tweedeurssedan
- Citroën GT 19 & GT 21 (1960), coupé en cabriolet, 18 exemplaren
- Studebaker Lark (1960-1961), tweedeurscoupé
- Studebaker Lark (1961), vierdeurssedan, 3 exemplaren[6]
- Fiat Giannini 850 Spider (1961)
- Maserati 3500 GTI Coupé (1961), 4 exemplaren
- Opel Kadett A Spyder (1964-1965), 2 exemplaren
- Glas Isar Ranch (1965), strandwagen, 2-3 exemplaren
- Jaguar E-Type 4,2L Coupé (1966)[7]
- Peugeot 204 (1967), hardtop-coupé